# Pavel Boțu
Pavel Boțu (n. 14 iulie 1933 – d. 17 februarie 1987) a fost un poet și publicist român basarabean originar din Bugeac, care a îndeplinit funcțiile de președinte al Uniunii Scriitorilor din Moldova în perioada 1965–1971 și prim-secretar al comitetului de conducere al aceleiași societăți între anii 1971–1987.
A scris următoarele volume de poezii și proză: Zodiac (1971), Casă în Bugeac (1973), Ruguri (1975), Scrieri alese (1983) ș.a. În operele lui invoca deseori Stepa Bugeacului, în regiunea căreia s-a născut.

## Biografie

### Copilărie
S-a născut la 14 iulie 1933 în familia lui Petre Tudosie Boțu și a Anei Domente Munteanu, având trei surori și un frate. Unicul frate a murit în război în 1945 în Cehia. În 1947 a murit tatăl său, Pavel rămânând la 14 ani unicul bărbat în familie.

### Studii
A absolvit școala medie a satului. Latura artistică i-a fost descoperită de profesorul Gheorghe Vasile Stepanov. S-a prezintă la olimpiada raională de literatura română cu „Tărăboi” de A. Lupan și a fost menționat de către juriu și înaintat pentru participarea la olimpiada regională de la Ismail, apoi la Kiev cu aceeași poezie. Pe când era student la școala pedagogică nr. 15 la Akerman (azi Belgorod-Dnestrovsk) a participat la cercul dramatic, cânta la pian și acordeon și era editor la gazeta școlii. În anul 1952 a absolvit școala pedagogică cu eminență. A făcut practică la Cojușna, raionul Strășeni și a fost pedagog de limba și literatura română în aceeași localitate. A fost admis la Institutul Pedagogic „Ion Creangă” din Chișinău, Facultatea de Istorie și Filologie. După absolvirea institutului, a scris și publicat primele versuri. 

### Viața personală
Pe când făcea practică la Cojușna, s-a întâlnit cu viitoarea lui soție, Veronica Modârcă, cu care a învățat în continuare la Institutul Pedagogic. Ea a devenit profesoară de limba și literatura română la liceul de muzică „Eugen Coca”. În 1957 s-au căsătorit; au avut trei fete: Nadina, Dorina și Ruxanda.

### Debutul în literatură
În anul 1959 a debutat cu cartea de poezie „Baștina” și a fost numit lucrător literar la ziarul „Moldova Socialistă”, secția literatură, cultură și artă. În 1961 a fost numit șef de secție a acestuia, după care a devenit redactor adjunct al „Moldova Socialistă”. La 16 octombrie 1965, a fost ales Președinte al Comitetului de Conducere al Uniunii Scriitorilor din Moldova, post pe care l-a deținut un timp record de 22 de ani, până în februarie 1987. Mihai Cimpoi îl descria drept „poet de vocație epică, creator de situații poetice, cu un simț al categorialului și al construcției, în care se infiltrează și un schematism sociologizat sau un raționalism glacial”. 

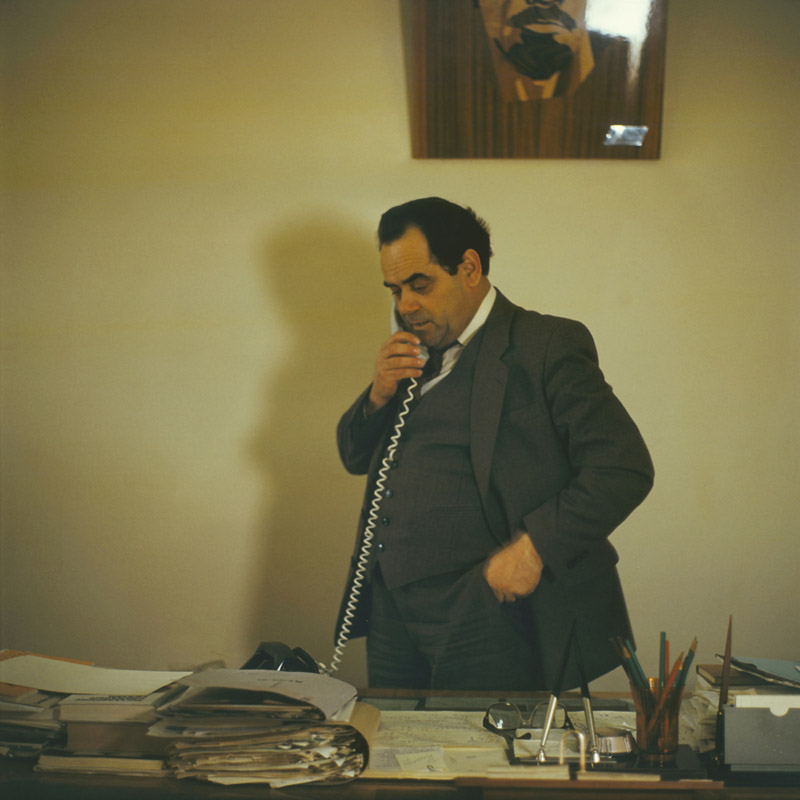
Pavel Boțu în 1982

În 1973 a participat la Congresul Internațional al Forțelor Păcii de la Moscova și a fost decorat cu Premiul de Stat în domeniul literaturii. În 1984 a fost în repetate rânduri ales deputat al Sovietului Suprem din RSSM și URSS, după care a fost ales Președinte al acestui soviet. În 1986 a fost conducătorul delegației oficiale moldovenești în America.

### Moartea
La 17 februarie 1987, în apropierea satului Dubăsarii Vechi, poetul s-a stins subit din viață. Moartea sa a fost considerată o probabilă sinucidere, motivele căreia nu au fost elucidate până în prezent.
Fostul consilier prezidențial Vladimir Darie a declarat în februarie 2025 că "sinuciderea" scriitorului Pavel Boțu ar fi fost organziată de secretarul II al CC al PCM, Victor Smirnov.

## Opere
- Credință (1963)
- Răboj (1965)
- Versuri (1966)
- Continente (1967)
- Panoplie (1968)
- Versuri lumina (1969)
- Zodiac (1971)
- Ciugur-Mugur (1971)
- Casă în Bugeac (1973)
- Ruguri (1975)
- Ornic (1978)
- Popasuri (1978)
- Cercurile trunchiului (1979)
- Legământ (1981)
- Verb la netrecut (1985)
- Poeme (1986)
- Lemn ceresc (2002)
- Cădere și zbor (2002)
- Corăbier în furtună (2006)

### Muzică scrisă pe versuri de Pavel Boțu
- Liviu Știrbu - „Eu vin”
- Sergiu Crețu - „Romanța”
- Nicolae Mărgineanu - „Ce te pleci, mladița?”
- C. Baranovschi - „Doina”
- Constantin Rusnac - Romanța „Aștept de la tine”
- Mircea Oțel - „Împletește-mi cosițele, mamă”

## Posteritate

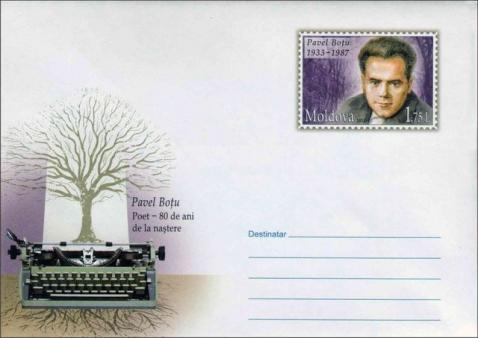
Plic poștal cu marca fixă „Pavel Boțu”

La 17 iunie 2003 la Sala cu Orgă din Chișinău a avut loc serata omagială muzical-literară la 70 de ani de la nașterea poetului, regizată de regretatul Andrei Vartic. La serată au participat diverși artiști, printre care Maria Bieșu, Glebus Sainciuc, Dumitru Fusu, Vasile Iovu, Ana Strezev și fiica poetului, Dorina Boțu.
La data de 10 iulie 2013, în oficiul poștal MD-2012 Chișinău, a fost pus în circulație plicul poștal cu marca fixă „Pavel Boțu. Poet – 80 de ani de la naștere”. A doua zi, Uniunea Scriitorilor din Moldova și Muzeul Național de Literatură „Mihail Kogălniceanu” au organizat comemorarea poetului. La eveniment au fost prezenți mai mulți colegi de breaslă, prieteni, consăteni și rude ale scriitorului.
„Copil al anilor ’30”, Pavel Boțu a venit în literatură dintr-o zonă arhaică, de la gurile Dunării, aducând parcă toate aromele locului și ale limbajului în poezie și proză”—Teo Chiriac

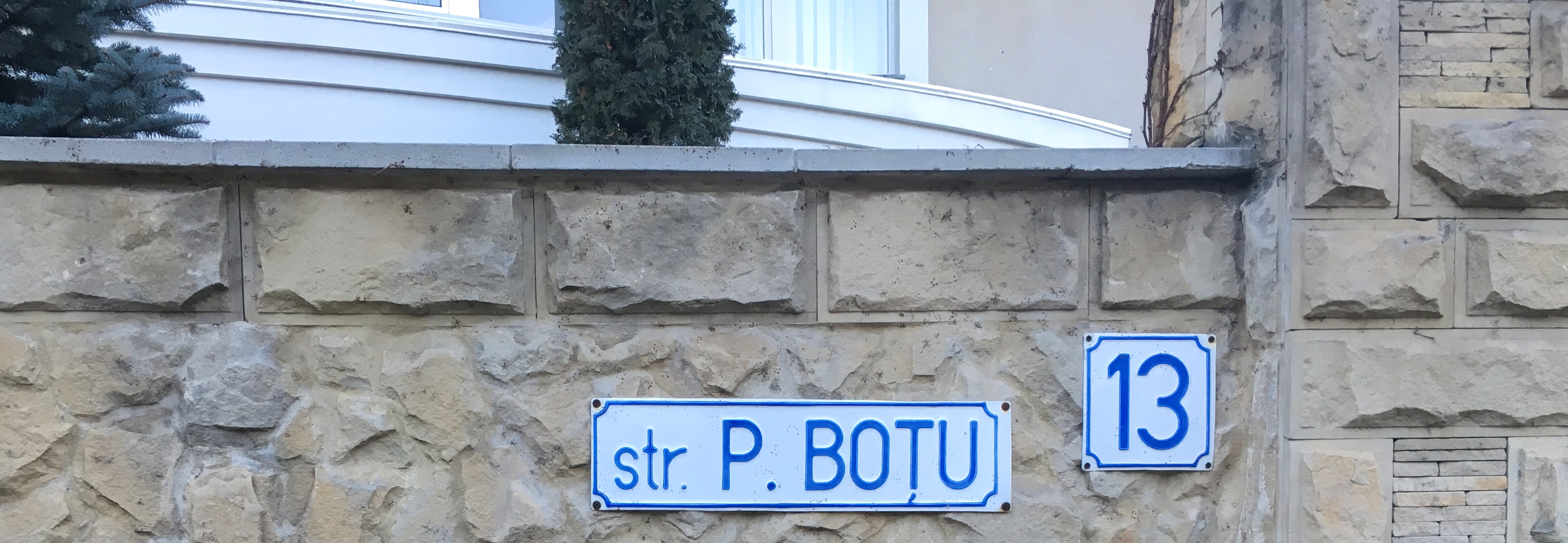
Strada Pavel Boțu din Chișinău

O stradă din Chișinău îi poartă numele.

## Legături externe
- Pavel Boțu
- Pavel Boțu, Victor Teleucă, victime ale sistemului
- Pavel Boțu